# O Quinto Poder
The Fifth Estate (prt/bra: O Quinto Poder) é um filme americano de 2013, dos gêneros suspense e Drama biográfico, com roteiro de Josh Singer baseado nos livros Inside WikiLeaks: My Time with Julian Assange at the World's Most Dangerous Website, de Daniel Domscheit-Berg (com Tina Klopp), e WikiLeaks: Inside Julian Assange's War on Secrecy, de David Leigh e Luke Harding.

## Sinopse
A história da criação do website Wikileaks por Julian Assange, contada por seu colega Daniel Domscheit-Berg e como o crescimento e a influência do website levou a uma ruptura irreparável entre os dois amigos.

## Elenco
| Papel                      | Ator/Atriz           |
| -------------------------- | -------------------- |
| Julian Assange             | Benedict Cumberbatch |
| Anke                       | Alicia Vikander      |
| Birgitta Jonsdottir        | Carice van Houten    |
| James Boswell              | Stanley Tucci        |
| Sarah Shaw                 | Laura Linney         |
| Sam Coulson                | Anthony Mackie       |
| Daniel Domscheit-Berg      | Daniel Brühl         |
| Ian Katz                   | Dan Stevens          |
| Nick Davies                | David Thewlis        |
| Alan Rusbridger            | Peter Capaldi        |
| Marcus                     | Moritz Bleibtreu     |
| Otto                       | Michael Kranz        |
| Ziggy                      | Jamie Blackley       |
| Repórter Wired             | Jeany Spark          |
| Holger Stark               | Anatole Taubman      |
| Alex Lang                  | Lydia Leonard        |
| Ralph Zilke                | Michael Culkin       |
| Jovem Funcionário 1        | John Schwab          |
| Marcel Rosenbach           | Alexander Beyer      |
| Jornalista da Transmissão  | Yuval David          |
| Correspondente de guerra   | Christian Contreras  |
| Repórter do New York Times | Chris McKinney       |
| Mutassim al Gaddafi        | Amir Boutrous        |
| Mulher do Bar              | Pascaline Crêvecoeur |
| Jovem Funcionário 2        | Kyle Soller          |
| General                    | Amr El-Bayoumi       |
| Diplomata                  | Eben Young           |
| Passageiro da linha aérea  | David Akinloye       |
| Jovem Julian Assange       | Ben Rook             |
| Floormanager               | Sean Talo            |
| Protestador islandês       | Bjarni Gautur        |
| Jovem Diplomata            | Bjarni Gautur        |
| Jornalista Indiano         | Ahmad Zarabi         |
| Komparse                   | Egor Savin           |
| Ele mesmo                  | Egill Helgason       |
| Cabouqueiro                | Meister Devgan       |